# Robertus frontatus
Robertus frontatus là một loài nhện trong họ Theridiidae.
Loài này thuộc chi Robertus. Robertus frontatus được Richard C. Banks miêu tả năm 1892.